# Франциска Ашіті-Одунтон
Франциска Одунтон (уроджена Ашіті) (англ. Francisca Ashietey-Odunton) — ганська журналістка, телеведуча та дипломатка. Надзвичайний і Повноважний Посол Гани в Україні за сумісництвом (2024).

## Життєпис
Навчалася в Науково-технологічному університеті імені Кваме Нкруми, де отримала ступінь бакалавра мистецтв із соціальних наук із спеціалізацією англійська мова. У 1997 році отримала ступінь бакалавра права в Школі права Гани, її покликали до колегії адвокатів Гани. Вона має ступінь магістра медіа та комунікації в Лондонській школі економіки. Вона також здобула диплом про права людини та міжнародне співробітництво в Університеті ООН у Токіо, Японія.
З 1990 року працювала телекомпанії Ghana Broadcasting Corporation, як старший асистент виробництва у відділі виробництва, де вела різні програми, включаючи Kyekyekule, Children's Own, Adult Education і Country Music. Також була телеведучою. Вона піднялася кар'єрними сходами як продюсер і режисер, після чого її перевели в редакцію телевізійних новин у 1994 році. Протягом восьми років вона працювала там на різних посадах ведучої новин, редактора та кореспондента президента. Пізніше вона стала головним редактором і була переведена до юридичного відділу на посаду старшого юриста. Також висвітлювала міжнародні конференції, зокрема саміт Африканського Союзу, саміт Ecowas і Всесвітній продовольчий саміт. Вона була вперше призначена заступником генерального директора Ghana Broadcasting Corporation у листопаді 2013 року. Згодом у травні 2016 вона була призначена виконувачкою обов'язків генерального директора Ghana Broadcasting Corporation.
2 серпня 2017 року, президент Гани Нана Аддо Данква Акуфо-Аддо призначив Франциску Ашіті-Одунтон Верховним комісаром Гани в Кенії, включаючи Руанду, Бурунді, Танзанію та Уганду. Сприяла відкриттю Руандою першої дипломатичної місії в Аккрі, Гана, у 2020 році.
У Кенії вона була постійним представником Гани в офісах Організації Об'єднаних Націй у Найробі, де розташовані два органи організації в Африці на південь від Сахари, а саме Охорона навколишнього середовища ООН і Програма ООН з населених пунктів. Крім того, будучи постійним представником Гани, вона працювала головою Бюро Комітету постійних представників (CPR) ЮНЕП і спостерігала за 4-ю Асамблеєю ООН з навколишнього середовища, а також була представником Африки та доповідачем Бюро CPR ЮНЕП.
У 2021 році її призначили Надзвичайним і Повноважним Послом Гани в Туреччині. У вересні 2021 року вона вручила вірчі грамоти президенту Туреччини.
У 2024 року Надзвичайний і Повноважний Посол Гани в Україні за сумісництвом, з резиденцією в Анкарі. 22 квітня 2024 року вручила копії вірчіх грамот заступнику міністра закордонних справ України Максиму Субху. 22 квітня 2024 року вручила вірчі грамоти Президенту України Володимиру Зеленському
З 22 серпня 2024 року Надзвичайний і Повноважний Посол Гани в Південній Африці, вручила вірчі грамоти віцепрезиденту Південно-Африканської Республіки Шипокосі Паулусу Маташіле.